# Верхневязовский сельсовет
Верхневязовский сельсовет — муниципальное образование в Бузулукском районе Оренбургской области.
Административный центр — село Верхняя Вязовка.

## Административное устройство
Образовано в соответствии с законом Оренбургской области от 15 сентября 2008 года № 2367/495-IV-ОЗ «Об утверждении перечня муниципальных образований Оренбургской области и населенных пунктов, входящих в их состав», включившим в его состав следующие населённые пункты:
| № | Населённый пункт | Тип населённого пункта       | Население |
| - | ---------------- | ---------------------------- | --------- |
| 1 | Верхняя Вязовка  | село, административный центр | ↗735      |
| 2 | Елшанка Вторая   | село                         | ↘118      |
| 3 | Нижняя Вязовка   | село                         | ↘194      |

## Население
| 2010 | 2012  | 2013  | 2014 | 2015 | 2016 | 2017 |
| ---- | ----- | ----- | ---- | ---- | ---- | ---- |
| 1047 | ↘1038 | ↘1003 | ↘983 | ↘977 | ↘970 | ↘946 |
| 2018 | 2019  | 2020  | 2021 |      |      |      |
| ↘943 | ↘922  | ↘895  | ↘870 |      |      |      |

## Достопримечательности
- Геоморфологический памятник природы «Гора Большая у 2-й Елшанки».
- Ландшафтно-геоморфологический памятник природы «Нагорная дубрава Вязовского уступа».
- Гидрогеологический памятник природы «Родник Первый Елховый».
- Ландшафтно-ботанический памятник природы «Черноольшаник у 2-й Елшанки».